# Ланга, Беки Уинстон Джошуа
Беки Уинстон Джошуа Ланга (Bheki Winston Joshua Langa) (родился 16 августа 1952 года) — Чрезвычайный и Полномочный посол Южно-Африканской Республики в Российской Федерации с июля 2005 года по 8 февраля 2011 года.

## Биография
Беки Ланга родился в многодетной семье христианского миссионера. Корни родословной Ланга относятся к народности зулу. Будущий политик воспитывался в атмосфере добрых семейных отношений. Беки с детства увлёкся музыкой и в настоящее время хорошо владеет несколькими музыкальными инструментами, а также пишет и исполняет музыкальные композиции. Младший брат Беки Ланга — Мандла Ланга (р. 1950) — писатель, тогда как старший брат дипломата — председатель Конституционного суда ЮАР Пиус Ланга.
В начале 1970-х годов Беки Ланга стал активным участником молодёжного движения против апартеида. Вместе с единомышленниками Ланга создал организацию, выступающую за самоопределение чернокожего населения. В 1975 году Беки Ланга был арестован и провёл 10 месяцев в заключении.
Освободившись из-под ареста, в 1976 году Ланга был вынужден покинуть ЮАР. В 1977-м году будущий политик отправился на учёбу в Советский Союз. В период с 1977 по 1987 год Ланга учился по специальности «экономика» в Институте народного хозяйства имени Плеханова на кафедре политической экономии.
Получив степень кандидата экономических наук в 1987 году, Ланга вернулся в ЮАР и был направлен на 2 года в Замбию, где работал в Департаменте экономической политики Африканского национального конгресса (АНК). В 1989 году Беки продолжил обучение в Великобритании: в 1990 году он окончил аспирантуру Уорикского университета, а в 1991 году в Университете Манчестера получил степень магистра экономических наук в области исследования проблем развития.
Ланга вернулся в Южную Африку в конце 1991 года. После прихода к власти в 1994 году первого демократического правительства, Беки работал в Министерстве экономических отношений и туризма провинции КваЗулуНаталь. В 2003 году Ланга занял пост исполнительного директора Национального института экономической политики, который являлся «мозговым центром» Правительства по экономическим вопросам. В июле 2005 года был назначен Послом в России, пробыл в этой должности до февраля 2011.
Женат (супруга - Петра Ланга), есть дочь Мария Ланга.